# Schlierbach, Haut-Rhin

Schlierbach este o comună în departamentul Haut-Rhin din estul Franței. În 2009 avea o populație de 1.185 de locuitori.

## Evoluția populației
| An        | 1975 | 1982 | 1990 | 1999 | 2006  | 2009  |
| --------- | ---- | ---- | ---- | ---- | ----- | ----- |
| Populație | 613  | 705  | 801  | 930  | 1.053 | 1.185 |